# Envermeu
Envermeu ist eine französische Gemeinde mit 1973 Einwohnern (Stand: 1. Januar 2022) im Département Seine-Maritime in der Region Normandie. Envermeu gehört zum Arrondissement Dieppe und zum Kanton Envermeu. Die Einwohner werden Envermeudois genannt.

## Geographie
Envermeu liegt etwa 13 Kilometer ostsüdöstlich von Dieppe nahe dem Ärmelkanal (ca. zehn Kilometer) an der Alabasterküste in der Landschaft Pays de Caux am Eaulne. Umgeben wird Envermeu von den Nachbargemeinden Petit-Caux im Norden und Nordosten, Saint-Ouen-sous-Bailly im Osten und Nordosten, Douvrend im Südosten, Saint-Nicolas-d’Aliermont im Süden und Südwesten sowie Bellengreville im Westen und Nordwesten.  
Durch die Gemeinde führt die frühere Route nationale 320.

## Bevölkerungsentwicklung
| Jahr      | 1962 | 1968 | 1975 | 1982 | 1990 | 1999 | 2006 | 2012 |
| Einwohner | 1380 | 1376 | 1488 | 1603 | 1960 | 2006 | 2085 | 2144 |

## Sehenswürdigkeiten

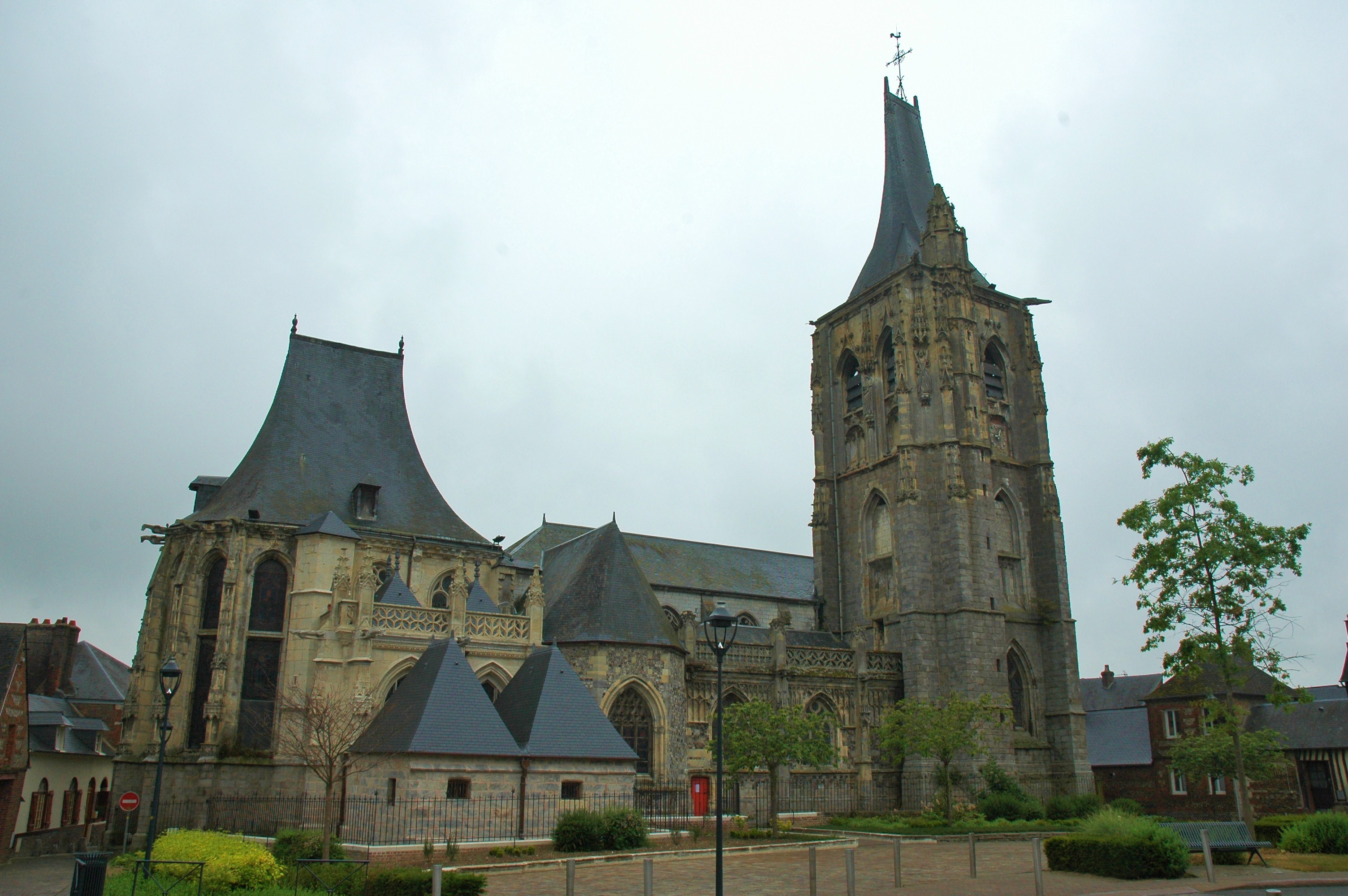
Kirche Notre-Dame

- Kirche Notre-Dame aus dem 16. Jahrhundert

## Persönlichkeiten
- Walter Sickert (1860–1942), Maler, lebte hier in den 1890er Jahren
- Pierre Laffillé (1938–2011), Maler